# Наземное
Наземное — деревня, входящяя в состав Бобровинского сельского поселения Кораблинского района Рязанской области.
Является фактически заброшенным населённым пунктом, в деревне нет жилых зданий и зарегистрированных жителей.

## История
Деревня Наземное упоминается в указной грамоте царя Федора Ивановича в Ряжск (от августа 1587 года).
В платежных книгах Пехлецкого стана 1594—1597 годов упоминается несколько родственных названий селений: деревня Наземная на Луновском враге, деревня Ноземноя Строилова, деревня Новоселки Наземные. В это время одними из владельцев были Гальцовы, которые владели поместьями в соседних сёлах и деревнях.

## Население
| 2010 |
| ---- |
| 0    |